# Čchorwon
Okres Čchorwon (korejsky 철원군 – Čchŏrwŏn gun) je okres v provincii Kangwon v Jižní Koreji. Má rozlohu přibližně 899 čtverečních kilometrů a k roku 2001 v něm žilo přes 54 tisíc obyvatel.
Čchorwon leží v severozápadním cípu provincie Kangwon. Na severu hraničí s korejským demilitarizovaným pásmem, nárazníkovou zónou, za kterou leží Severní Korea. Na východě hraničí s okresem Hwačchon a na jihozápadě s jihokorejskou provincií Kjonggi, respektive s v ní ležícím okresem Jončchon na západě a územím města Pchočchon na jihu. 